# امامزاده شاه اسماعیل برز
امامزاده شاه اسماعیل برز مربوط به دوره صفوی است و در شهرستان نطنز، بخش مرکزی، دهستان برزرود، روستای برز واقع شده و این اثر در تاریخ ۳ خرداد ۱۳۸۶ با شمارهٔ ثبت ۱۹۱۵۳ به‌عنوان یکی از آثار ملی ایران به ثبت رسیده است.